# Ерёмин, Василий Петрович
Василий Петрович Ерёмин (2 января 1943, с. Нащекино, Тамбовская область — 30 июня 2020, Санкт-Петербург, Россия) — советский и российский военачальник, адмирал (1994). Заместитель Главнокомандующего ВМФ Российской Федерации (1992—1995), начальник Военно-морской академии имени Адмирала Флота Советского Союза Н. Г. Кузнецова (1995—2003).

## Биография
Учился в Институте инженеров водного хозяйства, окончил Высшее военно-морское училище имени М. В. Фрунзе (1962—1967), Высшие специальные офицерские классы ВМФ (1971—1972), Военно-морскую академию имени Маршала Советского Союза А. А. Гречко (1977—1979), Военную академию Генерального штаба Вооружённых Сил имени К. Е. Ворошилова (1987—1989).
Службу проходил командиром зенитной батареи БЧ-2 эскадренного миноносца (1967-), командиром БЧ-3 большого противолодочного корабля (-1971), помощником командира учебного крейсера (с 1972), старшим помощником командира и командиром гвардейских больших противолодочных кораблей «Сообразительный» и «Красный Крым» (до 1979), начальником штаба (1979—1983) и командиром (1983—1987) отдельной 150-й бригады ракетных кораблей, командиром 30-й дивизии противолодочных кораблей (1987) Черноморского флота.
Командир 7-й оперативной эскадры Северного флота (06.1989-10.1991), 1-й заместитель командующего Северным флотом (10.1991-1992), заместитель Главнокомандующего ВМФ (1992—1995), начальник Военно-морской академии имени Адмирала Флота Советского Союза Н. Г. Кузнецова (1995—2003).
Кандидат военных наук, профессор.
Вице-адмирал (7.07.1992), адмирал (1994).
Награждён советскими орденами Красной Звезды (02.1991) и «За службу Родине в Вооружённых Силах СССР» II и III степеней, российским орденом «За военные заслуги», именным оружием.
Скончался 30 июня 2020 года на 78-м году жизни после тяжелой болезни. Похоронен на Серафимовском кладбище.